# 浦源 (明朝)
浦源（1344年—1379年），字长源，号东海生，无锡人，元末明初政治人物，明初十才子之一。
浦源是晋王府引礼舍人。慕林鸿之名，翻越山岭拜访。造访林鸿之门，周玄、黄玄请诵所作，说：“吾家诗也。”林鸿延请他入社。